# 藏族文学
藏族文学高度发展。包括民间文学和作家文学两者在内，不但数量不算少，质量也相当高，特别是民间作品，源远流长，丰富瑰丽，占有很重要的地位。从藏族第一个首领领导时期开始，藏族就以文字形式记录自己的文明。
藏族各种形式的古典文学作品，依印度檀丁的梵文文學理論著作《诗镜》的分类法分为三类。第一类是诗歌；第二类是散文；第三类是诗文合体。诗歌一大类中包括着最短的四旬体诗和四句以上的长诗(“宁阿钦波”)。散文一大类中，包括着故事等等。诗文合体包括有戏剧。这个分类，虽然很简单，但是却很概括。一切文学作品，都可按照作品的语言组织形式，分别归属在这三大类别中。
诗歌分为鲁体、谐体、自由体。 鲁体民歌，从基本的结构上看，是前后各段回环对应体。一般每首歌皆有数段，以二、三、四段最为常见。每段至少两句，多至十数句，而以三、四、五句的比较流行。每首歌的段与段之伺的句数一般是相等的；段与段之间相应的句子，在立意用词、节奏停顿等方面都有对应的关系。谐体民歌，从基本结构上看，是四句六言体。每首只有四句，每句六言(六个音节)，两个音节一停顿，分三顿。自由体民歌，形式比较自由，不象鲁体民歌那么段落分明，对应工整；也不象谐体民歌那么简单集中和必须是偶句。自由体民歌一般情况是一首十句以上。每句有六个音节、七个音节或九个音节等等形式。这类民歌，形式自由，有话就说，无话则止，可长可短。在敦煌古藏文史料中已经运用了这种形式，说明它的出现已是很早的了。
散文包括一般散文与传记、故事、小说等。藏族散文一类的著作大部分是宗教方面的，能被称为文学性的散文作品还不多见。有文学价值的，如《米拉日巴传》那样的作品是少数。故事和传记、小说，不只用散文形式，也用诗文合体形式。如《猴鸟的故事》、《格萨尔王传》和《旬努达美》等。《格萨尔王传》也有散文叙述的藏文本子，如蒙文北京本《格斯尔传》一样。
戏剧被归纳在诗文合体一类中。这是因为戏剧有白、有唱的原故。也有个别没有唱词的，如《顿珠顿月》是用散文叙述传记故事，演唱则另有关于扮演和唱词的脚本。藏族戏剧据说是从寺院“眺鬼”舞蹈发展来的。八世纪吐蕃王朝的赞普赤松德贊请莲花生修建桑耶寺，在落成的时候，莲花生把藏族上风舞与宗教仪式结合起来，组成一种降魔敬神的哑剧跳舞形式来给寺院开光。在莲花生传记中也说：译经师在桑耶寺慈氏洲译经完了后，由长老手持译经绕务孜殿三周，排成行列，带上假面，击鼓跳舞，为所译经典开光。后来沿袭下来，就是藏族寺院举行的所谓“跳鬼”。《新唐书》记载刘元鼎入吐蕃会盟，热巴巾王(可黎可足)曾“大享于牙右，饭举酒行，与华制略等。樂奏《秦王破陣曲》，又奏《涼州》、《胡渭》、《錄要》、雜曲。这时是九世纪初(822年)，后于赤松德贊半世纪。

## 文學史分期
藏族文學分期有許多觀點，歸納起來主要有兩種：一種是分成古代、近代、現代三個時期；另一種是按照藏族歷史朝代劃分。本條目依照藏族歷史分期。

### 原始社會時期
在遠古時期，藏族人對天地萬物一無所知，尚處於智識的蒙昧時期，對大自然充滿了好奇與求知的渴求，故於此一時期發展出來的文學作品，多屬神話傳說。在藏族人的神話中，充滿了對大自然未知的瑰麗幻想，因此在神話故事中常可見藏族人嘗試對神秘新奇的自然界進行描述與聯想，或者試著解釋藏族人的起源，如藏族原始先民的古老問答歌《斯巴形成歌》中，便展露出此一特色。

### 吐蕃王朝時期（西元629年-877年）
吐蕃王朝是藏族第一個統一的政權，吐蕃王朝時期的藏族文學，指從松贊干布當政至達朗瑪被害的二百多年。由於藏文的創立和逐步完善，產生了藏文著作和梵文典籍的翻譯，可說是藏族作家文學的萌芽時期。
由於政治經濟文化方面的飛速進步，文學也隨之興旺繁榮起來。除了一些民間口頭文學作品如神話、傳說、詩歌、諺語等被用文字記錄下來以外，還有了傳略、編年史、碑銘等書面創作。這一時期的文學作品，無論是口頭的還是書面的，一般都比較樸素自然，簡潔明暢，多採用散文與歌謠間雜的文體。由於以松贊干布為首的歷代吐蕃贊普採取了與周圍各民族或邦國交流學習的措施，大量地翻譯了漢族的典籍和眾多的佛教經典,這在藏族已經相當發達的文化基礎上，開拓了更加廣闊的發展領域。此外,不少漢族文史作品及印度佛教文學作品傳入吐蕃社會，對藏族文史著作的產生起了催化劑的作用，對藏族整個文學的發展也有著深刻的影響。

### 吐蕃分裂時期（西元843年-1264年）
這個時期，因吐蕃王朝的瓦解,整個藏族處於四分五裂的狀態，形成混亂的政治局面。與此同時，早已傳入藏區的佛教，也在政治風雲激盪變化中先後形成噶當、寧瑪、噶舉、薩迦等不同教派和許多小的支系。各個政治集團和各個教派則極力設法鞏固自己的社會地位，擴大自己的群眾影響。這一時期的藏族作家文學，創作目的主要是為有地位有實績的著名人物樹碑立傳，宣傳本教派的教義和本集團的政治主張，使文學作品帶有明顯的傾向，其支配思想是希望用佛學之道去統一人們的言行。因而那個時代所有的學者思想相當活躍，著書立說蔚然成風，藏族文學呈現出一派空前繁榮的新局面。一些大部頭具有影響的傳世之作相繼公諸於世，把藏族文學推向了一個高峰。例如，以反映吐蕃王朝社會歷史文化情況為主要內容的《瑪尼全集》、《五部遺教》等伏藏的披露，以弘揚佛法為主旨的《密勒日巴道歌》的傳播，以歌頌人民心目中理想的民族英雄人物形象為主線的《格薩爾王傳》的誕生，以宣傳治學、從政、待人接物為目標的《薩迦格言》的發表，以及大量佛教經典的藏譯，就是這一時期藏族文學大發展的主要標誌

### 各教派統治時期（西元1265年-1644年）
這一歷史階段，藏族的薩迦、帕竹、噶瑪巴三個教派先後居於統治地位的時期。這一歷史階段，藏族社會的秩序較穩定，政治、經濟和文化事業得到了一定程度的發展，因而藏族文學有了近一步繁榮興盛的客觀條件。再加上梵文著作《詩鏡》的藏譯，藏文「年阿」體詩歌形成，在文學創作上是一個大變化，其他民族文學作品的陸續介紹，也為藏族著作家寫作創做了借鑑的條件。以及木板印刷技術傳入藏族地區，開始建立了印刷機構，為學者著書立說和出版作品提供了更多的方便，這一歷史階段，藏族文壇上最引人注目的是歷史文學、傳記文學和戲劇文學，標誌著藏族文學又向前跨出了一大步

### 甘丹頗章政權時期（西元1645年-1959年）
清王朝支持的第五世達賴喇嘛阿旺洛桑嘉措為首的格丹頗章取得了西藏政權。許多作家從藏族社會現實生活中擷取重大題材，創作了一些扣人心弦、引人共鳴的作品，尤其是民間文學領域的民歌、民間故事等愛噌分明、語言犀利，清楚地表示出反對什麼、擁護什麼的強烈思想感情和明朗態度，文學的戰鬥性大大的加強，這是藏族文學一個大的轉折。民間文學的滾滾洪流，也給作家文學注入了新的生命力，在一些作家詩歌、寓言小說中，一定程度上唱出了藏族人民的心聲。如：《倉央嘉措情歌》、《猴鳥的故事》是代表作，這一階段，藏族作家文學逐漸與歷史、哲學、宗教著作分開，形成了獨立的文學體系，開始了長篇小說的創作，如《勛努達美》、《鄭宛達娃》應運而生，許多優秀之作，藝術趣味濃郁，文學特點突出，寫作技巧精湛，與以往的文學作品相比，有了很大的突破，尤其是這一歷史階段後期的藏族民間文學，為自由光明而歌。

### 當代
改革開放以後，中國政府對文藝的政策寬鬆，藏族文學進入一個新時期。